# Рагби репрезентација Ирске
Рагби јунион репрезентација Ирске је тим који представља  Републику Ирску и Северну Ирску у рагби јунион такмичењима. Ирски рагбисти су 13 пута били шампиони Европе, а на светском првенству никада нису доспели даље од четвртфинала. Дрес Ирске је зелене боје, а симбол је детелина са три листа. Најпознатији играчи ирског рагбија су Брајан О’Дрискол, Вили Џон Макбрајд, Џек Кајл, Мајк Гибсон, Ронан О’Гара, Кит Вуд, Сид Милар, Рони Досон, Оли Кембел, Том Кирнан, Пол О’Конел, Фергус Слатери, Тони О’Рајли... 
Успеси
- Куп домаћих нација, Куп пет нација и Куп шест нација

- Освајач (13) : 1888, 1894, 1896, 1899, 1906, 1912, 1926, 1927, 1932, 1939, 1948, 1949, 1951, 1973, 1974, 1982, 1983. 1985, 2009, 2014, 2015.

## Тренутни састав[3]
- Рори Бест
- Нејтан Вајт
- Кин Хили
- Мајк Рос
- Пол О’Конел - капитен
- Девин Тонер
- Крис Хенри
- Џорди Марфи
- Шон О’Брајан
- Питер О’Махони
- Џејми Хислип
- Конор Мари
- Педи Џексон
- Ијан Мадиган
- Џонатан Секстон
- Дарен Кејв
- Кит Ерлс
- Роби Хеншо
- Џеред Пејн
- Томи Боу
- Лук Фицџералд
- Дејвид Керни
- Сајмон Зибо
- Роб Керни
- Ричард Страус